# Korean Air
Korean Air Lines Co., Ltd., (KRX: 003490), действующая как Korean Air — национальная и крупнейшая авиакомпания Республики Корея, один из четырёх авиаперевозчиков-основателей глобального авиационного альянса пассажирских перевозок SkyTeam.
Korean Air входит в первую двадцатку ведущих авиакомпаний мира по объёму перевозимых пассажиров, имеет маршрутную сеть на международных направлениях в 128 городов 45 стран мира; внутри страны компания выполняет полёты в 12 пунктов назначения. Главными хабами авиакомпании являются два международных аэропорта Сеула — Инчхон и Кимпхо. Штаб-квартира и главный центр управления Korean Air находится в административном образовании Конхандон района Кансогу в Сеуле, крупные филиалы расположены в Международном аэропорту Чеджу и пусанском Международном аэропорту Кимхэ.

## История

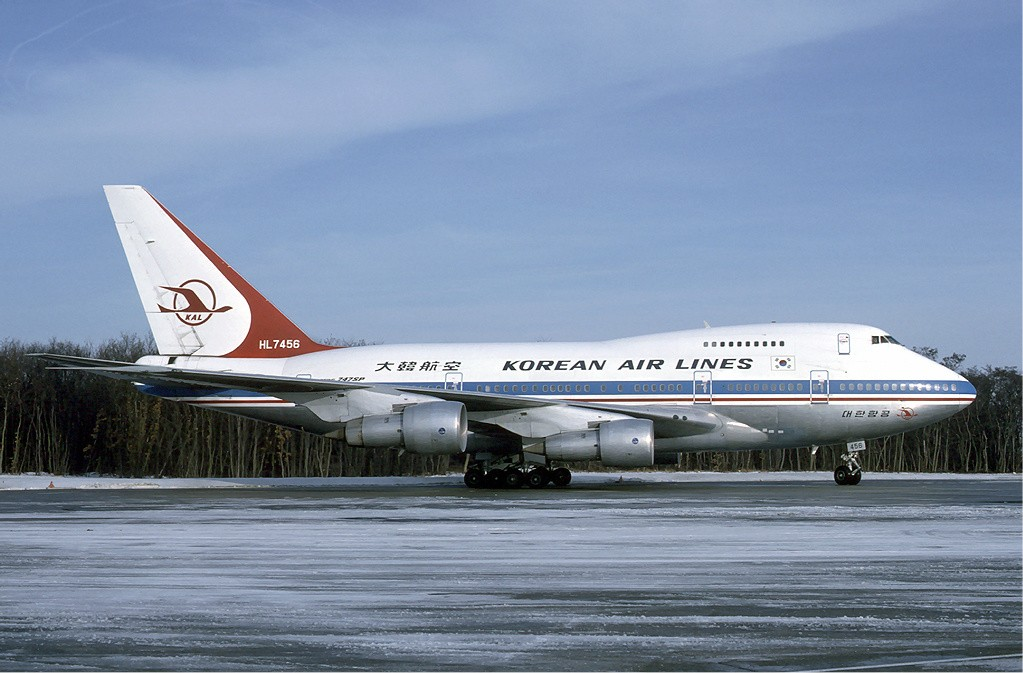
Boeing 747SP Korean Air Lines в Международном аэропорту Базель-Мюлуз-Фрайбург, Франция, 1985 год

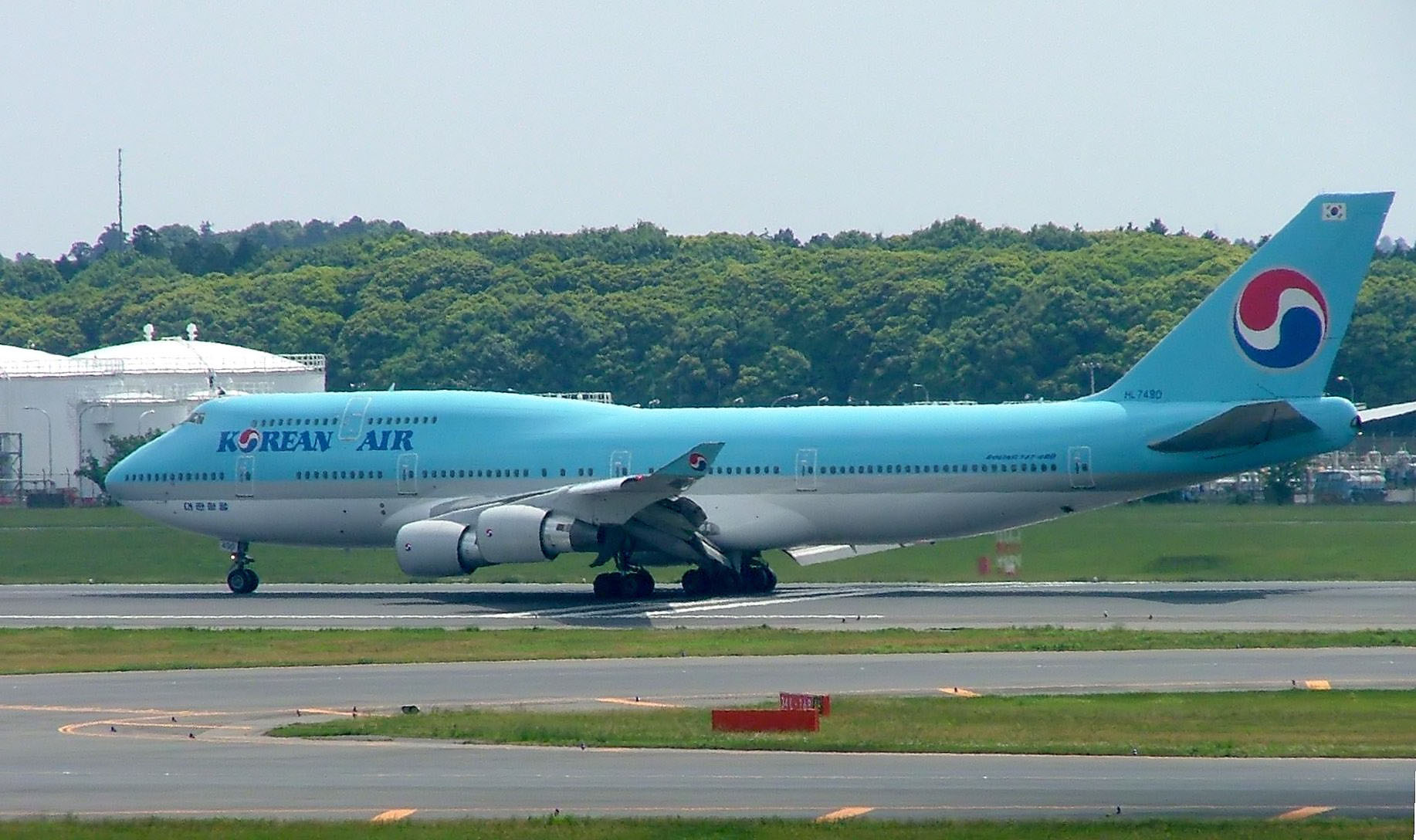
Boeing 747-400

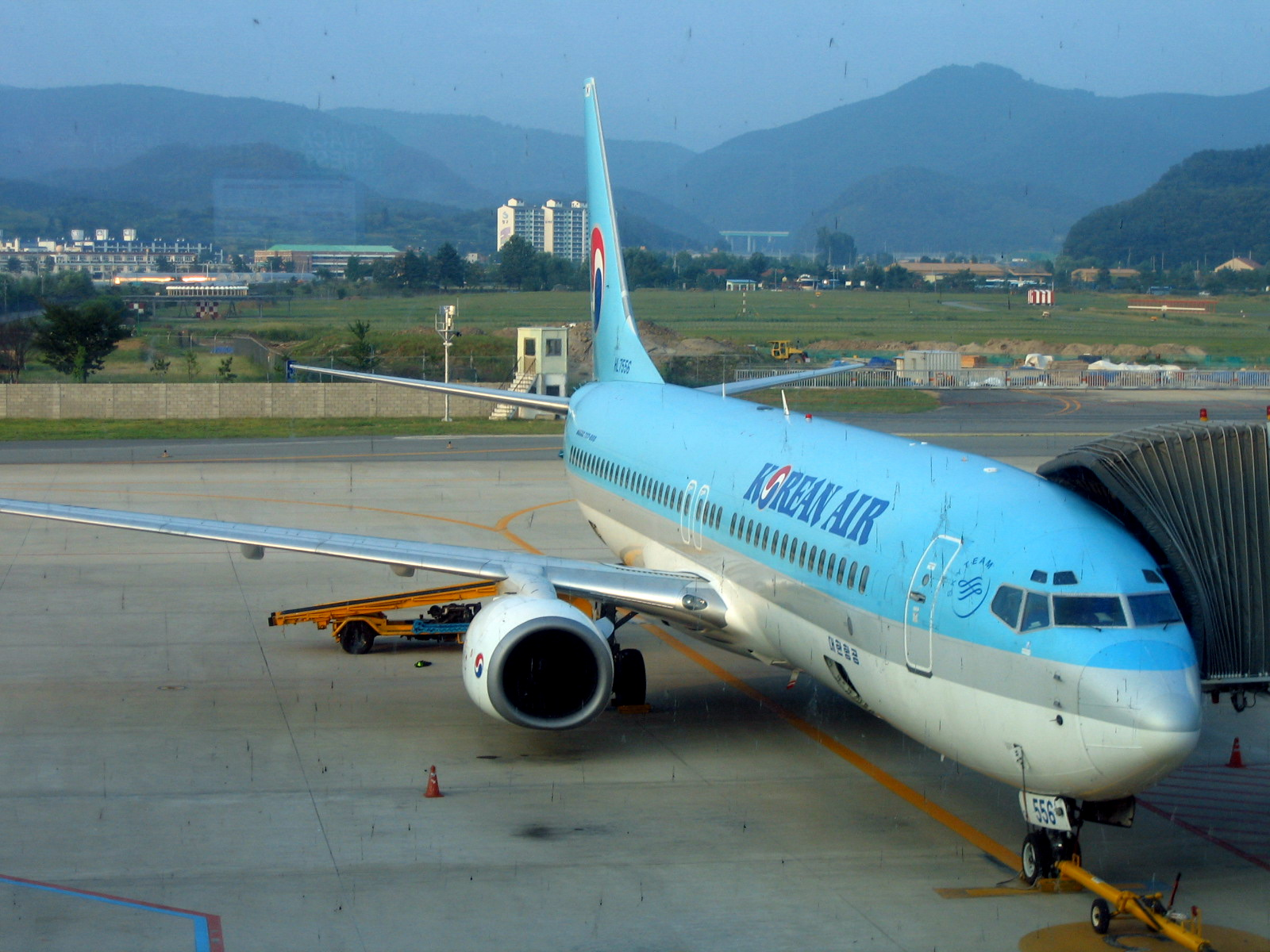
Boeing 737 в Международном аэропорту Тэгу

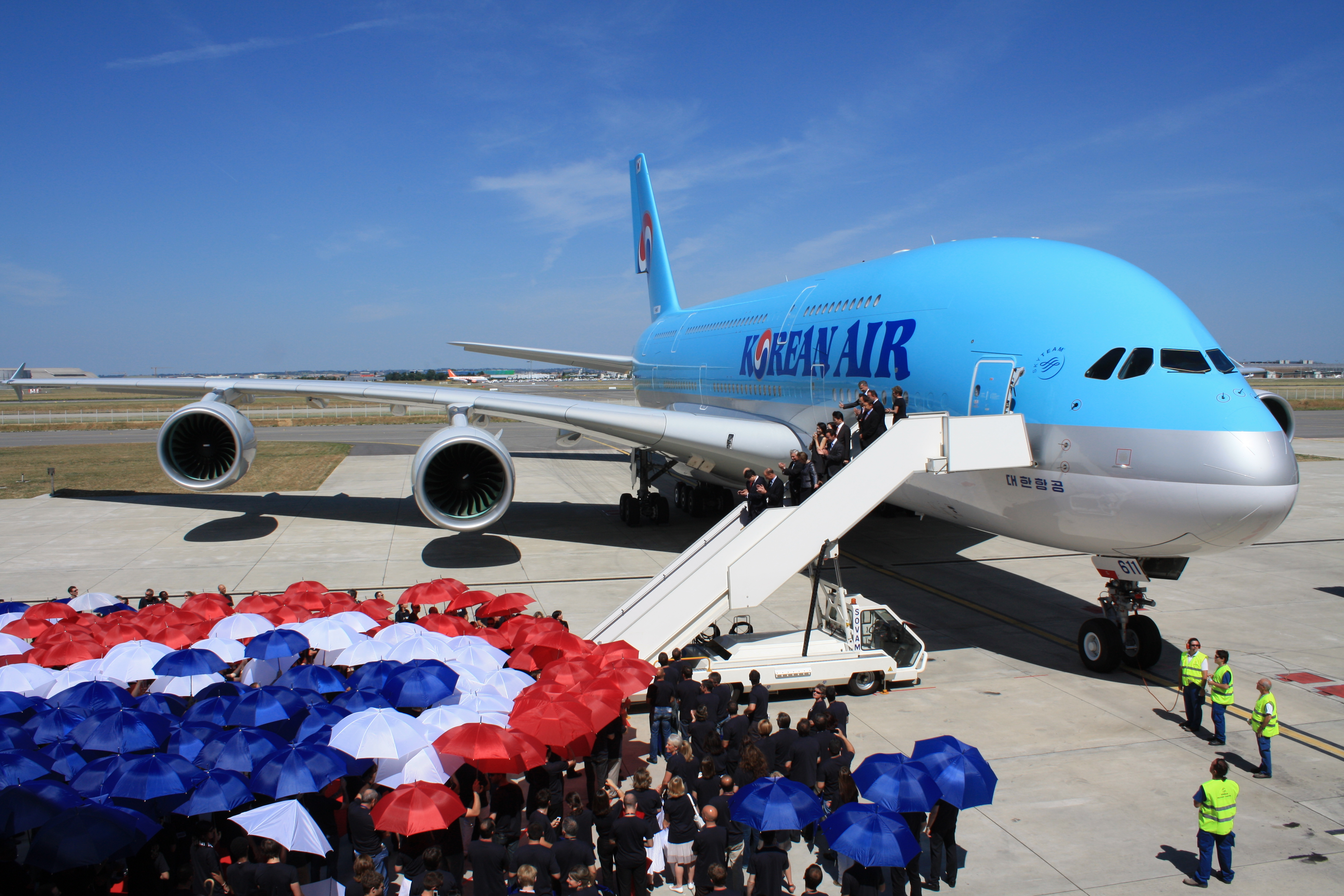
Airbus A380 — Korean Air Lines принимает доставку своего первого A380, май 2011 г.

Korean Air была создана в 1962 году южнокорейским правительством в качестве замены основанной в 1948 году авиакомпании Korean National Airlines. 1 марта 1969 года Korean Air берёт под свой контроль корейский финансовый холдинг Hanjin Transport Group. 26 апреля 1971 года авиакомпания совершила свой первый дальний грузовой рейс в Лос-Анджелес, а почти через год — 19 апреля 1972 года — свой первый дальний пассажирский рейс в этот же город.
Авиакомпания обслуживала международные маршруты в Лос-Анджелес, Гонконг и Тайвань на самолётах Boeing 707 вплоть до 1973 года, когда поступившие в эксплуатацию новые Boeing 747 заменили 707-е на тихоокеанских и транстихоокеанских рейсах. В 1973 году авиакомпания открыла европейское направление рейсами в Париж на самолётах Boeing 707 и Douglas DC-10. С получением в 1975 году аэробусов A300 Korean Air стала первой азиатской авиакомпанией — клиентом европейского концерна Airbus.
1 марта 1984 года авиакомпания сменила своё официальное название с Korean Air Lines на существующее поныне Korean Air и поменяла ливрею самолётов: вводилась ливрея со стилизованным флагом республики («Тхэгыкки») на фоне доминирующего голубого цвета с серебром и значительно увеличенной надписью нового названия авиакомпании. Ливрея была разработана Korean Air в сотрудничестве с корпорацией Boeing и впервые появилась на самолётах Fokker F28. В 1990 году авиакомпания одной из первых в мире получила новые самолёты McDonnell Douglas MD-11, однако после недолгой эксплуатации на пассажирских линиях MD-11 были переделаны в грузовую конфигурацию в дополнение к уже использовавшемуся грузовому флоту Boeing 747.
В период с 1998 по 2000 годы Южная Корея находилась в состоянии экономического спада, поэтому деятельность Korean Air в эти годы была сильно сокращена. В середине 2000 года авиакомпания выбрала Международный аэропорт Сеула Инчхон в качестве своего главного хаба и начала активно расширять свою маршрутную сеть авиаперевозок.
В настоящее время Korean Air выполняет беспосадочные полёты в значительное число транспортных узлов Соединённых Штатов Америки, связывая свои хабы с 13-ю крупными аэропортами США. Korean Air владеет четвертью собственности китайского авиаперевозчика Okay Airways, базирующейся в Тяньцзине, с 2007 года авиакомпания ведёт переговоры об открытии своего хаба в Пекине или Шанхае ориентировочно в 2009 году.
По состоянию на март 2007 года в Korean Air работали 16.623 человек. 5 июня того же года авиакомпания объявила о создании низкобюджетного дочернего компании для конкуренции с высокоскоростной железнодорожной системой перевозок «Korea Train Express», которая предлагала пассажирам более низкие по сравнению с Korean Air тарифы и значительно менее жёсткие процедуры проверки безопасности. Новый лоу-костер получил название Jin Air и начал свою деятельность 17 июля 2008 года с полётов между Сеулом и Чеджу. По заявлению руководства Korean Air планирует дополнительно передать своей дочерней авиакомпании несколько самолётов Boeing 737 и Airbus A300.

## Маршрутная сеть

Логотип использовался с 1984 по 2025 гг.

Кроме регулярных рейсов Korean Air также выполняет чартерные рейсы в Кувейт и в Иркутск (в летний сезон).
С Августа 2010 года и по сегодняшний день полёты в Иркутск выполняются на регулярной основе в летний и зимний период.

## Флот авиакомпании

### Пассажирские суда
В октябре 2023 года флот Korean Air Lines состоял из 158 самолетов, средний возраст которых 11 лет:

### Грузовые суда
29 декабря 2006 года авиакомпания заявила о намерениях технического преобразования всех пассажирских Боингов 747—400 в грузовой вариант. Подразделение Korean Air Cargo два года подряд (2004—2005) занимало первое место в рейтинге Международной ассоциации воздушного транспорта (ИАТА) среди крупнейших грузовых авиаперевозчиков мира по показателю перевезённых тонн на километры пути (индекс FTK) на международных маршрутах. В 2005 году индекс FTK на международных линиях Korean Air составил 7982 миллиарда тонн на километр.
3 февраля 2009 года авиакомпания сделала дополнительный заказ двух самолётов Airbus A380, доведя общее количество заказанных 380-х до десяти единиц. Поставка этих двух лайнеров ожидается в мае-июне 2014 года.

## Салоны самолётов
В 2005 году Korean Air потратила более миллиарда долларов США на разработку и внедрение новых сервисных услуг и удобств для пассажиров, в частности, на новые спальные сидения пассажиров Первого и Бизнес-классов с персональной системой развлечения в полёте. Данными новшествами укомплектованы все салоны Боингов 777-200ER и часть Боингов 747—400, а все новые самолёты поступают в эксплуатацию с уже готовыми решениями. По состоянию на 27 июня 2007 года усовершенствованные салоны присутствуют на самолётах, выполняющих беспосадочные рейсы из/в Лос-Анджелес, Лас-Вегас, Сиэтл, Сан-Франциско, Атланту, Чикаго, Нью-Йорк, Вашингтон (округ Колумбия), Токио, Осаку, Нагою, Гуам, Пекин, Шанхай, Париж, Франкфурт, Лондон и Манилу.

### Первый класс: Kosmo Sleeper Seat
Korean Air предлагает пассажирам первого класса удобные кресла Kosmo Sleeper Seat, раскладывающиеся на угол 180 градусов, то есть в полностью горизонтальное состояние. Кресло имеет ширину 76,2 сантиметра, оснащено встроенным массажёром поясничного отдела позвоночника, персональной системой развлечения в полёте, системой AVOD (видео- и аудио- по требованию), лампами индивидуального освещения и небольшим дополнительным местом.

### Бизнес-класс: Prestige Plus Seat

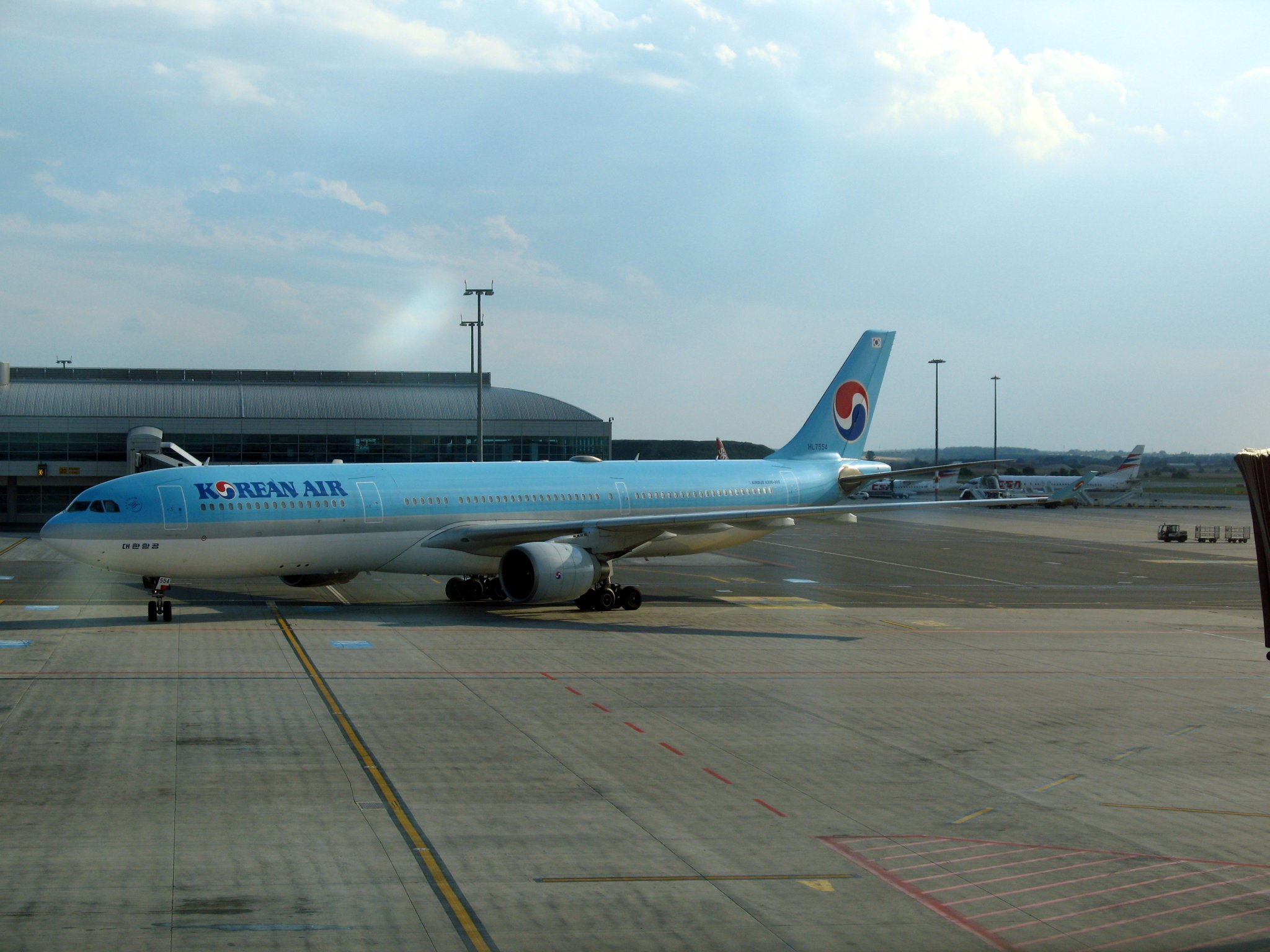
Airbus A330 Korean Air в Международном аэропорту Рузине

В салонах бизнес-класса самолётов Korean Air устанавливаются пассажирские кресла Prestige Plus Seat производства компании BE Aerospace. Кресла раскладываются на угол в 170 градусов, оборудованы устройствами массажа поясничного отдела позвоночника, медиасистемой AVOD и лампами индивидуального освещения.

### Экономический класс
Новые салоны экономкласса авиакомпании выдержаны в красивом стиле тонких линий, каждое пассажирское место оборудовано регулируемыми подголовником и подставкой для ног и 8,4-дюймовым персональным экраном для системы развлечений в полёте AVOD.

### Сервис

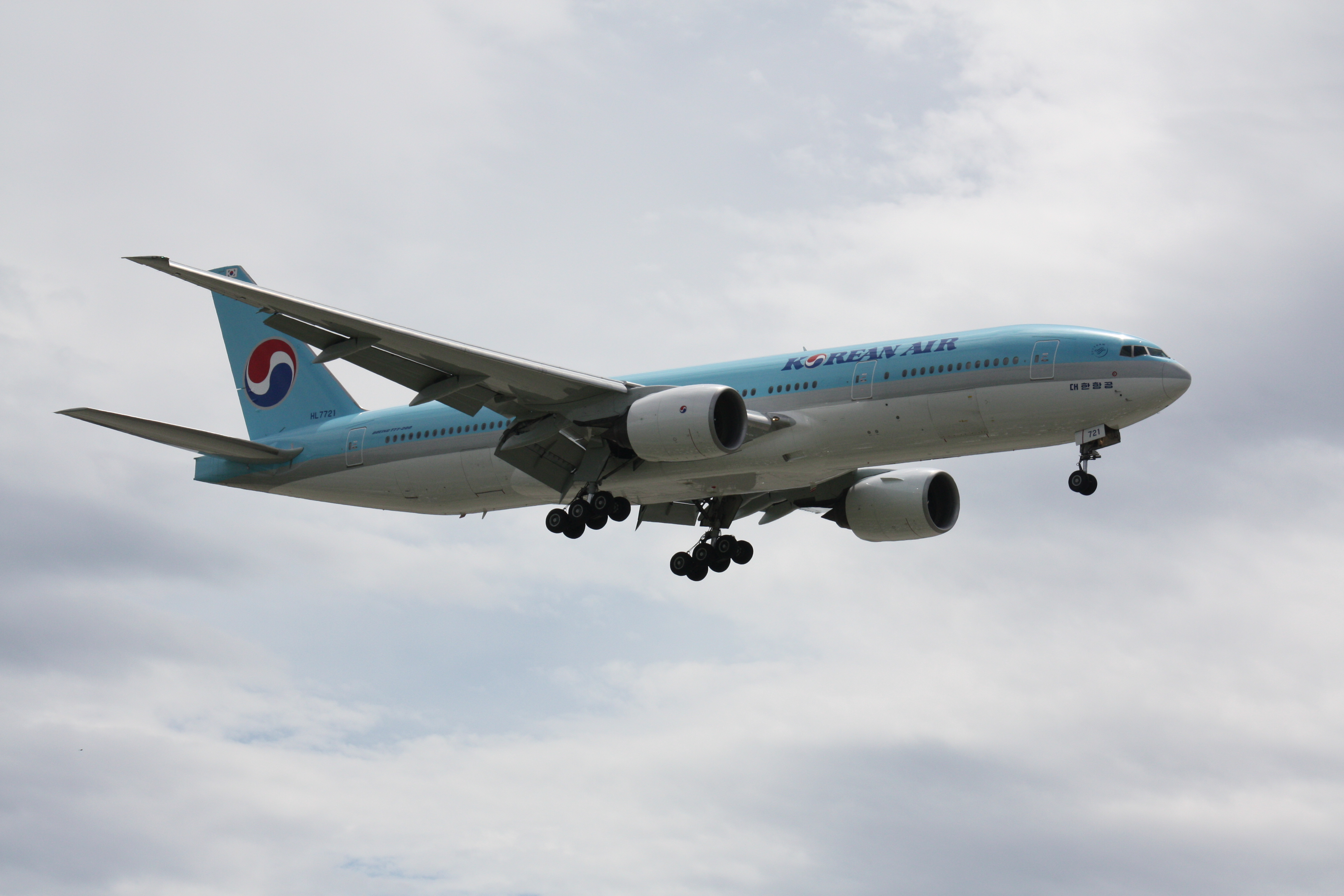
Посадка Boeing 777 Korean Air в Международном аэропорту Ванкувера

#### Система развлечений
Все салоны поставляемых с конца 2005 года воздушных судов Korean Air оборудуются персональными сенсорными жидкокристаллическими дисплеями системы развлечений AVOD, сам комплекс называется SKY и производится фирмой «Thales Avionics». В полёте предлагается выбор из 40 недавно выпущенных фильмов, 60 коротких телепрограмм, около 4 тысяч музыкальных записей на 300 CD-дисках и десять самых новых игр. Выбор программ и фильмов состоит из продукции корейской поп-культуры и новинок корейских фильмов, выпущенных крупнейшими студиями и сетями телевещания страны.
Транслируемые программы и фильмы доступны на многих языках всем пассажирам на борту, также система «SKY» имеет одну важную опцию («Моя музыка», My Music) — пассажиры могут самостоятельно настраивать индивидуальный плэй-лист из музыкальных композиций для их прослушивания в течение всего полёта. Korean Air планирует дальнейшее увеличение объёма предоставляемого сервиса развлечений на борту со введением в эксплуатацию новых Airbus A380.

#### Интерьер
Авиакомпания внедрила новую цветовую схему салонов своих воздушных судов. Цвет морской волны (характерный для корейской символики) является доминирующим в пассажирских салонах первого и бизнес-классов, в экономическом классе добавляются цвета тёмного шоколада и кофе с молоком. Инженеры и дизайнеры авиакомпании регулярно изучают общественное мнение и вводят дополнительные новшества, в частности в данное время в цветовую гамму салонов новых заказываемых авиалайнеров добавляются цвета аквамарина, охры и различные оттенки синего цвета.

#### Питание
В полёте на самолётах Korean Air пассажирам предлагается широкий выбор блюд, главным образом азиатской кухни. Фирменным блюдом авиакомпании, получившем в 1997 году первое место на конкурсе Mercury Award, является пибимбап — овощное ассорти с пропаренным рисом, корейским острым соусом кочхуджан из красного перца и кунжутным маслом. Пибимбап готовится в нескольких вариантах, в том числе и с добавлением говядины и мяса лосося.
В полётное меню включена пикантная корейская лапша (пибиммён), предлагаемая в данное время в качестве второго блюда на беспосадочных дальнемагистральных рейсах, в 2006 году пибиммён также занял первое место на конкурсе Mercury Award.
Помимо пибимбапа и пибиммёна в меню первого, бизнес, премиум классов и класса престиж авиакомпании входят блюда традиционной корейской кухни — пулькоги, корейская каша (чук) и, разумеется, кальби — свиные или говяжьи рёбрышки, приготовленные по фирменным рецептам. Авиакомпания имеет отдельное вегетарианское меню, а на рейсах в Японию дополнительно предоставляется японская сервировка и набор лёгких блюд в стиле кайсэки.

## SKYPASS

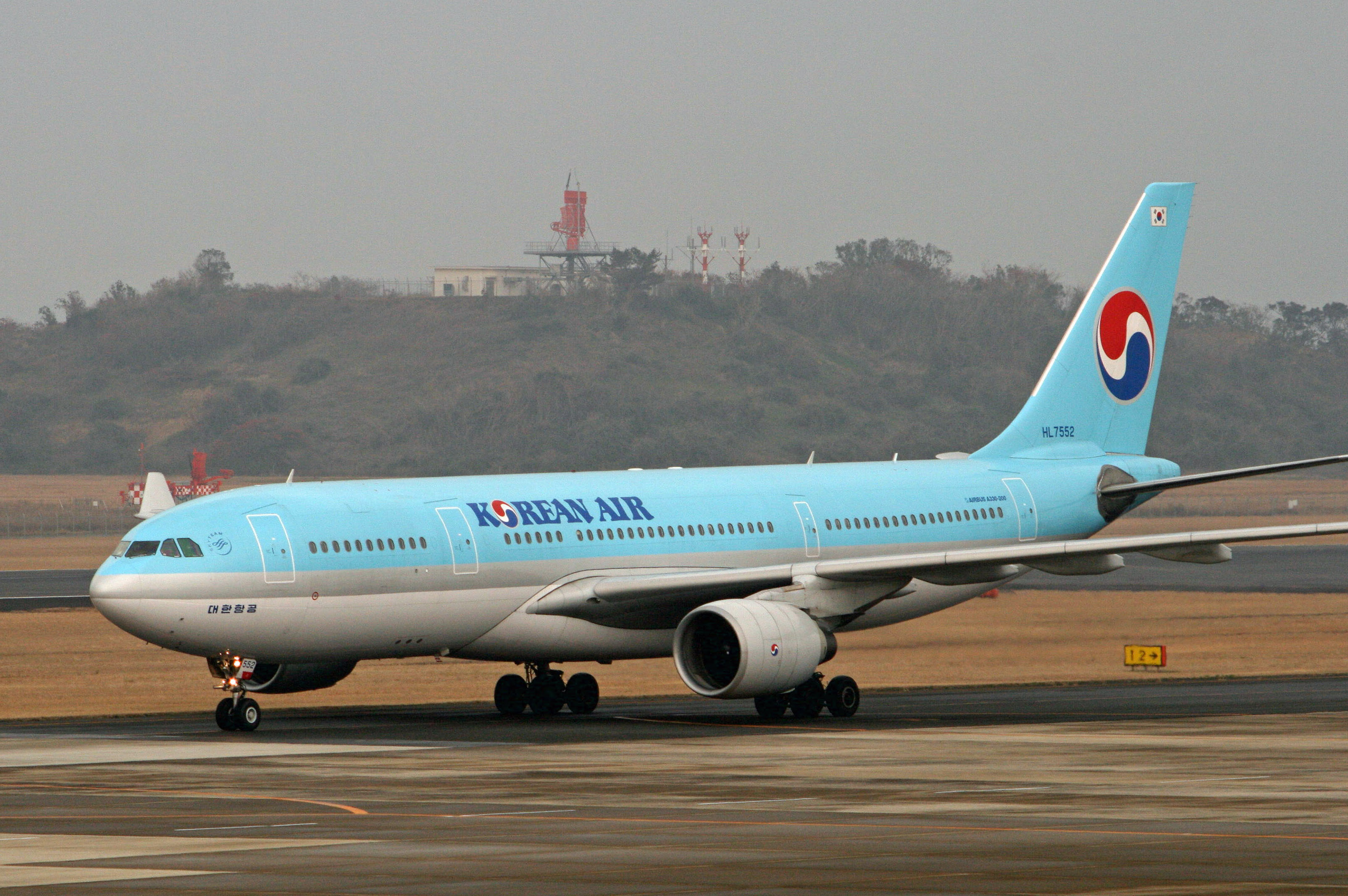
Airbus A330 Korean Air

Korean Air имеет собственную программу поощрения часто летающих пассажиров SKYPASS, девизом которой в настоящее время является слоган «За пределами вашего воображения» («Beyond your Imagination»).
Поскольку Korean Air является участником альянса SkyTeam, участники Skypass могут накапливать мили на рейсах авиакомпаний-членов этого альянса, в том числе Аэрофлота. Кроме того, участники имеют возможность получать мили за полёты Alaska Airlines, Emirates и Vietnam Airlines, но начисления от трёх последних авиакомпаний не влияют на уровень участника.
SKYPASS имеет свою специфику в организации элитных уровней. Первый элитный уровень SKYPASS называется Morning Calm Club и достигается при наборе 50 000 миль, из которых не менее 30 000 должны быть получены за полёты на рейсах Korean Air. Ещё один вариант достижения этого уровня требует набрать 40 или более полётных сегментов на рейсах Korean Air, причём внутренние перелёты засчитываются за половину сегмента.
Срок нахождения на этом уровне составляет два года, в течение которых для сохранения членства в «Клубе утренней свежести» необходимо набрать 30 000 миль за полёты, из которых не менее 20 000 должны быть получены на рейсах Korean Air, либо зачесть на счёт 20 сегментов, из которых 15 должны быть за рейсы Korean Air.
Если участник SKYPASS не выполняет эти условия, он вернётся на базовый уровень. Однако для возвращения на уровень Morning Calm Club ему достаточно набрать указанное число миль или сегментов.
Следующие уровни присваиваются пожизненно. Morning Calm Premium Club доступен для тех, кто набрал 500 000 миль за полёты с Korean Air или другими авиакомпаниями Skyteam. При наборе миллиона миль за полёты участник программы становится членом Million Miler Club.
Привилегии элитных уровней SKYPASS касаются только уровня сервиса и дополнительных возможностей при полётах, но не предусматривают никаких дополнительных начислений миль. Как и в программе Flying Blue, возможность получить премиальные билеты первого класса также относится к привилегиям элитных уровней.
| Уровень SKYPASS           | Эквивалент Skyteam | Доступ в лаунджи                       | Дополнительный багаж           | Премиальные билеты первого класса | Дополнительно                                                  |
| ------------------------- | ------------------ | -------------------------------------- | ------------------------------ | --------------------------------- | -------------------------------------------------------------- |
| Morning Calm Club         | Elite              | KAL Prestige Class, 4 раза за два года | +10 кг                         | нет                               | Регистрация на стойках Morning Calm                            |
| Morning Calm Premium Club | Elite Plus         | Prestige Class                         | +20 кг или 1 единица в Америку | Повышение класса                  | Регистрация на стойках первого класса                          |
| Million Miler Club        | Elite Plus         | Prestige Class*, с гостем              | +30 кг или 1 единица в Америку | Билет или повышение класса        | Регистрация на стойках первого класса; подарок ко дню рождения |

- В случае, если элитный участник летит бизнес-классом, он получает доступ в зал первого класса (имеются в аэропортах Сеул/Инчон, Осака, Лос-Анджелес, Нью-Йорк).

## Партнёрские соглашения
По состоянию на май 2015 года Korean Air имела код-шеринговые соглашения со следующими авиакомпаниями:
- Аэрофлот — (SkyTeam)
- Aeroméxico — (SkyTeam)
- Aircalin
- Air France-KLM — (SkyTeam)
- Alaska Airlines
- Alitalia — (SkyTeam)
- Aurora Airlines[англ.]
- China Airlines — (SkyTeam)
- China Eastern Airlines — (SkyTeam)
- China Southern Airlines — (SkyTeam)
- Czech Airlines — (SkyTeam)
- Delta Air Lines — (SkyTeam)
- Emirates
- Etihad Airways
- Garuda Indonesia
- GOL Airlines
- Hainan Airlines
- Hawaiian Airlines
- Japan Airlines — (Oneworld)
- Jin Air
- KLM — (SkyTeam)
- Kenya Airways
- LAN Airlines — (Oneworld)
- Malaysia Airlines
- MIAT-Mongolian Airlines
- Myanmar Airways International[англ.]
- Rossiya Airlines
- Shanghai Airlines — (SkyTeam)
- Vietnam Airlines
- Uzbekistan Airways
- WestJet
- Xiamen Airlines

Korean Air также является партнёром авиакомпании Emirates в рамках её бонусной программы поощрения часто летающих пассажиров Skywards. Члены программы Skywards могут зарабатывать бонусные мили, летая компанией Korean Air, а пассажиры-члены программы SKYPASS — соответственно, летая самолётами Emirates Airline.

## Аэрокосмические исследования и промышленность

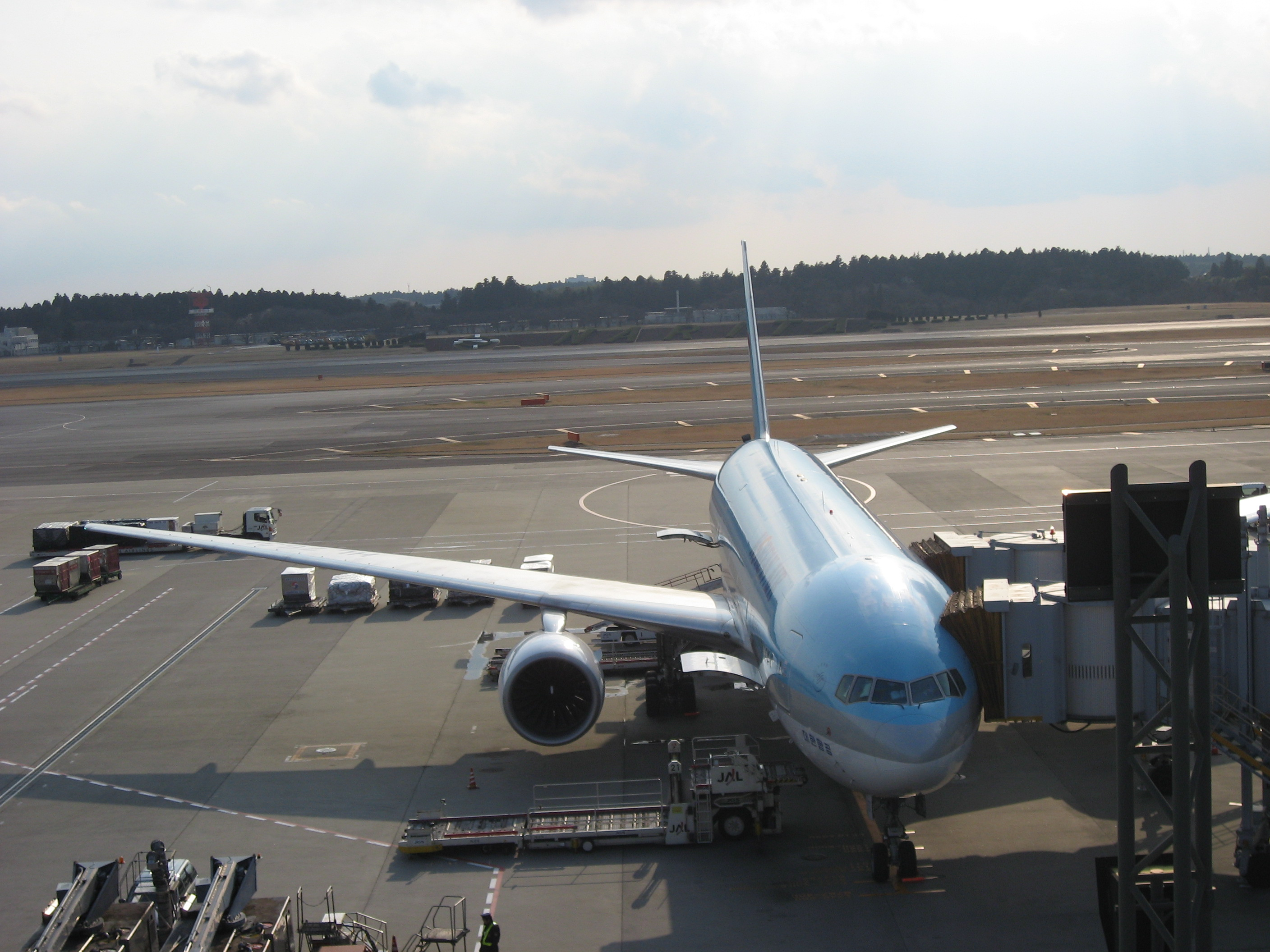
Boeing 777 Korean Air в Международном аэропорту Нарита, Токио

Korean Air содержит собственное подразделение Korean Air Aerospace Division (KAL-ASD), которое занимается научно-исследовательскими разработками и участвует в работе аэрокосмической промышленности. KAL-ASD, в частности, выпускает по лицензиям вертолёты MD 500, UH-60 Black Hawk и истребители F-5E/F Tiger II, собирает кормовые части фюзеляжа и крылья для KF-16 производства корейской аэрокосмической промышленности, а также изготавливает детали для различных коммерческих самолётов, включая Boeing 737, Boeing 747, Boeing 777, Boeing 787 Dreamliner, Airbus A330 и Airbus A380.
KAL-ASD обеспечивает в азиатском регионе техническое обслуживание самолётов Министерства обороны Соединённых Штатов и ведёт научно-исследовательскую работу в области моделирования систем и проектирования ракет-носителей, спутников, коммерческих и военных самолётов и вертолётов.

## Происшествия и несчастные случаи
Korean Air имеет достаточно высокий показатель в статистике аварийности авиакомпаний. По состоянию на декабрь 2008 года авиакомпания заняла 71-е место в списке из 88 авиаперевозчиков мира по критерию безопасности полётов за последние двадцать лет. С 1970 года Korean Air потеряла 16 самолётов в авиационных инцидентах, в результате которых погибло более 700 человек.
Крупнейшей катастрофой был пограничный инцидент 1 сентября 1983 года в воздушном пространстве СССР, в результате которого погибло 246 пассажиров и 23 члена экипажа. 6 августа 1997 года в катастрофе на острове Гуам погибло 228 человек из 254, находившихся на борту.